# Melochia oaxacana
Melochia oaxacana là một loài thực vật có hoa trong họ Cẩm quỳ. Loài này được Dorr & L.C. Barnett mô tả khoa học đầu tiên năm 1989.